# Générateur Stirling à radioisotope avancé

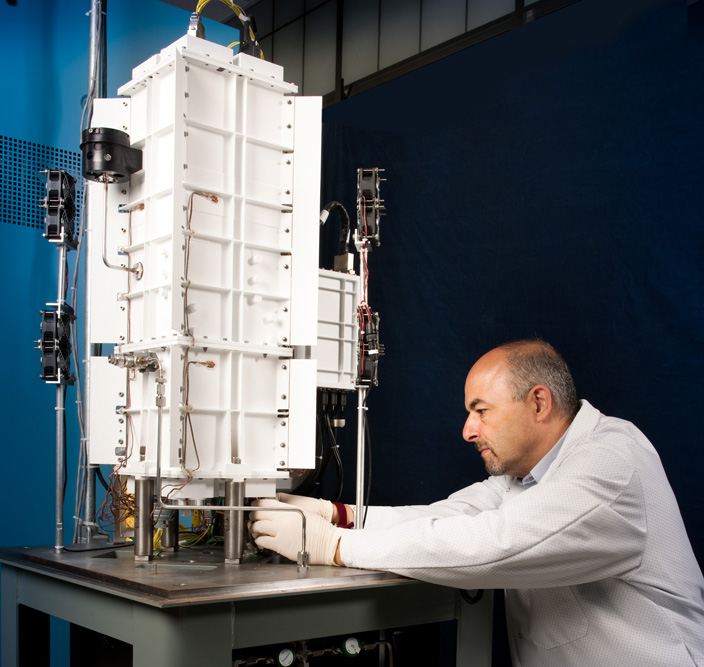
Modèle d'un ASRG réalisé par la NASA pour tester son fonctionnement.

Le générateur Stirling à radioisotope avancé (ASRG en anglais, pour Advanced Stirling Radioisotope Generator) est un système de production d'énergie destiné à des engins spatiaux que l'agence spatiale américaine a développé et testé au début des années 2000. Il repose sur l'exploitation de la chaleur produite par la désintégration d'éléments radioactifs (plutonium 238...) et la transformation de celle-ci en énergie mécanique par un moteur Stirling. Les développements ont été abandonnés faute de budget en 2004.

## Historique
Pour les missions vers les planètes externes du système solaire menées par les sondes spatiales, l'énergie solaire est très réduite (elle diminue comme le carré de la distance au Soleil). Pour alimenter en énergie ses engins spatiaux la NASA utilisait jusqu'à récemment systématiquement des générateurs thermoélectriques à radioisotope dont le principe de fonctionnement repose sur l'utilisation de la radioactivité. L'électricité est produite à partir de la chaleur résultant de la désintégration radioactive du plutonium 238. La chaleur est convertie en électricité à travers des couples thermoélectriques. Mais  le rendement est largement inférieur à 10 % ce qui pénalise fortement la masse des sondes spatiales facteur clé du coût d'une mission. La NASA travaille au début des années 1970 sur un générateur Stirling à radioisotope (SRG en anglais) dans lequel les couples thermoélectriques sont remplacés par un alternateur actionné par un moteur Stirling à hélium qui permettent d'améliorer fortement le taux de conversion de la chaleur en énergie. la masse volumique du 238PuO2 étant de 11,5 g·cm-3, son impact sur la charge utile au lancement est sensible, tandis que la réduction de la quantité totale de 238Pu réduit également la quantité de radiations émises pendant la mission, et permet donc d'alléger les dispositifs de protection contre les radiations. Ce développement est toutefois abandonné en 1992-1993 lorsque la priorité est donnée aux sondes spatiales à coût réduit.
Au début des années 2000 les travaux sur un générateur Stirling à radioisotope avancé baptisé ASRG sont relancés. Les contributeurs sont le département de l'Énergie des États-Unis (DOE) pour le financement, Lockheed Martin Space Systems pour le développement et le Stirling Research Laboratory. Le centre de recherche  Glenn est chargé d'étudier les applications spatiales. Le dépassement des coûts du projet passé de 110 à 260 millions US entraine son arrêt par le DOE fin 2013. Les responsables du programme décident d'utiliser le matériel déjà développé pour réaliser un deuxième exemplaire afin d'effectuer des tests au centre Glenn. Les tests effectués en 2015 montraient que l'énergie produite commençait à fluctuer après seulement 175 heures de fonctionnement et que ces variations allaient par la suite en croissant

## Caractéristiques techniques de l'ASRG
L'amélioration de l'efficacité énergétique globale est obtenue par le recours à des paliers à gaz hydrostatiques, un alternateur linéaire à aimant mobile et un fonctionnement global à haute température (jusqu'à 850 °C) et à haute fréquence (plus de 100 Hz). Les rendements atteints sont de l'ordre de 28 % à 650 °C et de 32 % à 850 °C.

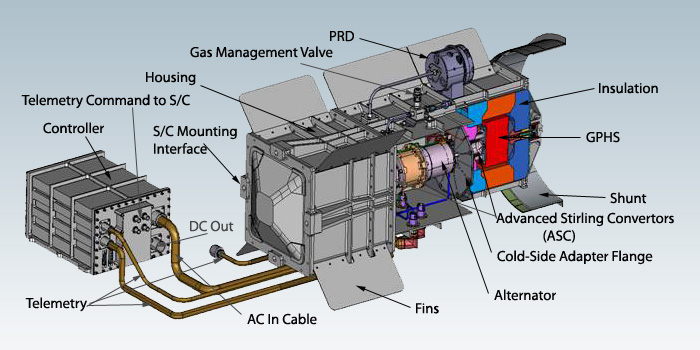
Schéma du générateur développé par la NASA.